# Bara (FATA)
Bara (urdu:باڑہ) – miasto położone w Agencji Chajber, na obszarze Chajber Pasztunchwa, w północno-zachodnim Pakistanie. Stolica taluku Bara. Od czasów brytyjskiego Cesarstwa Indyjskiego miasto utrzymywało fort oraz dostarczało wodę do Peszawaru.
Ludność miasta to przeważnie Pasztuni. W mieście rozwija działalność organizacja Laszkar-e-Islam, walcząca z rządem centralnym.